# Zakaria Botros
Zakaria Botros (24. listopada 1934.) je koptski svećenik iz Egipta. Djelovao je kao svećenik u Australiji 1992. Završio je povijest umjetnosti. Najbolje je poznat po svojim kritikama Kurana i drugih islamskih knjiga. World Magazine nagradio je oca Botrosa nagradom  Daniel of the Year award 2008.Nazvan je i "Islamskim neprijateljem No. 1" od strane arapskih novina al Insan al Jadeed. Al-Qaeda je ucijenila njegovu glavu na 60 milijuna dolara. 

16. rujna 2012. Los Angeles Times je objavio da je Botros imao ideološki utjecaj na film  "Innocence of Muslims", čiji opis proroka Muhameda izaziva žestoke prosvjede i napade na veleposlanstva zemalja Zapadnog svijeta diljem 
Bliskog istoka. Iako Botros nije imao direktnu ulogu u filmu, članak izvještava da je Botros bio ideološki mentor osobama koje su radile na filmu: Steveu Kleinu, anti-islamskom aktivisti i savjetniku na filmu;  Josephu Nassralli, direktoru kršćanskog televizijskog kanala gdje su dijelovi filma snimljeni; i Nakouli Basseleyu Nakouli, producentu filma. Botros je također citiran u članku da je rekao arapskoj satelitskoj TV stanici Alfady, "Film su sve one stvari koje smo rekli u prošlosti."

## Vanjske poveznice
- Homepage of Zakaria Boutros  Arhivirana inačica izvorne stranice od 1. srpnja 2023. (Wayback Machine)
- Arabic homepage of Zakaria Boutros  Arhivirana inačica izvorne stranice od 18. prosinca 2017. (Wayback Machine)
- Defying Death: Zakaria Botross: Apostle to Islam
- 'Observations on Abuna Zakaria Botros (and a Book Review)'
- 'Zakaria Boutros Islam's Public enemy no. 1'  Arhivirana inačica izvorne stranice od 20. rujna 2012. (Wayback Machine)
- Reverend Hon. Dr Gordon Moyes about Zakaria Boutros in a public government hearing  Arhivirana inačica izvorne stranice od 6. srpnja 2010. (Wayback Machine)
- Attempt by Abdallah Badr to criticize Zakaria Boutros
- Frontpage Interview guest Coptic priest Fr. Zakaria Botros  Arhivirana inačica izvorne stranice od 16. srpnja 2010. (Wayback Machine), FrontPageMagazine.com, 2009-06-02.